# António Marcelino Ramos Figueira
António Marcelino Ramos Figueira (Vila Nova de Famalicão, 30 de Agosto de 1978) é um futebolista de Portugal, que joga a guarda-redes.
Actualmente joga no Sport Clube de Freamunde.